# 비씨엔엑스
비씨엔엑스(BCNX)는 2012년 9월 30일 블로거 수익창출 서비스 위드블로그를 운영하던 블로그칵테일과 리뷰 기반 쇼핑몰이자 전자상거래 서비스 엑스피를 개발한 엑스피가 힘을 합쳐 새롭게 만든 벤처 기업이다.
양사는 스타트업으로 분류는 되지만 스타트업이란 단어가 보편화되기 이전 벤처로 불리던 회사들로 스타트업 중에서는 중견이라고 할 수 있다. 비씨엔엑스는 블로그칵테일의 'BC'와 엑스피에서 'X'가 합쳐져 나온 명칭으로 '블로그칵테일과 엑스피'란 의미이다. 새로운 법인명이지만 과거 양사의 존재감을 담은 직관적인 법인명이라고 할 수 있다.
현재 박영욱 이사회 의장과, 장대규 대표이사, 정연 서비스 총괄 이사가 주요 경영진이며, 합병 이후 2012년 12월 쿨리지코너인베스트먼트로부터 5억원의 투자를 유치하기도 하였다.